# Бештарым
Бештары́м (укр. Бештарим, крымскотат. Beş Tarım, Беш Тарым) — исчезнувшее село в Ленинском районе Республики Крым, располагавшееся на юго-востоке района и Керченского полуострова, во впадающей в Тобечикское озеро балке Кочегеньская, примерно в 4 км к северо-востоку от современного села Пташкино.

## История
Впервые в доступных источниках встречается в «Ведомости о казённых волостях Таврической губернии 1829 года» как приписанная к Чурубашской волости деревня Бамтярин. На карте 1836 года хутор Бештарым обозначен без указания числа дворов, а на карте 1842 года хутор обозначен условным знаком «малая деревня», то есть, менее 5 дворов.
В 1860-х годах, после земской реформы Александра II, деревню приписали к Сарайминской волости. Согласно «Списку населённых мест Таврической губернии по сведениям 1864 года», составленному по результатам VIII ревизии 1864 года, Бештарым — владельческая татарская деревня с 8 дворами и 31 жителем при колодцах. По обследованиям профессора А. Н. Козловского начала 1860-х годов, в селении колодцев не было, имелись только непересыхющие ауты (Аут — небольшой пруд в степном Крыму, наполнявшийся дождевой и талой водой). На трёхверстовой карте Шуберта 1865—1876 года обозначен хутор Бештарым, без указания числа дворов. По «Памятной книге Таврической губернии 1889 года», по результатам Х ревизии 1887 года, в деревне Бештарым числилось 26 дворов и 155 жителей. По «…Памятной книжке Таврической губернии на 1892 год» в безземельной деревне Бештарым, не входившей ни в одно сельское общество, числилось 173 жителя, домохозяйств не имеющих. На верстовой карте Крыма 1896 года в селении обозначено 10 дворов с татарским населением и мечеть. По «…Памятной книжке Таврической губернии на 1902 год» в деревне татарский Бештерим, входившей в Ново-Александровское сельское общество, числилось 57 жителей, домохозяйств не имеющих. По Статистическому справочнику Таврической губернии. Ч.II-я. Статистический очерк, выпуск пятый Феодосийский уезд, 1915 год, в деревне Бештарем Татарский (на земле Бейтулаева А. М.) Сарайминской волости Феодосийского уезда числилось 8 дворов (все дворы безземельные) с татарским населением в количестве 29 человек приписных жителей и 41 «посторонних», из которых 35 мужчин и 35 женщин. Жители землёй не владели, в примечании указано, что у Бейтулаевапри селении было 1122 десятины земли. В хозяйствах имелось 29 лошадей, 1 вол и 10 коров.
После установления в Крыму Советской власти, по постановлению Крымревко ма, 25 декабря 1920 года из Феодосийского уезда был выделен Керченский (степной) уезд, а, постановлением ревкома № 206 «Об изменении административных границ» от 8 января 1921 года была упразднена волостная система и в составе Керченского уезда был создан Керченский район в который вошло село (в 1922 году уезды получили название округов. 11 октября 1923 года, согласно постановлению ВЦИК, в административное деление Крымской АССР были внесены изменения, в результате которых округа были отменены и основной административной единицей стал Керченский район в который вошло село. Согласно Списку населённых пунктов Крымской АССР по Всесоюзной переписи 17 декабря 1926 года, в селе Бештарым (татарский), Сарайминского сельсовета Керченского района, числилось 12 дворов, все крестьянские, население составляло 59 человек, все татары. Постановлением ВЦИК «О реорганизации сети районов Крымской АССР» от 30 октября 1930 года (по другим сведениям 15 сентября 1931 года) Керченский район упразднили и село включили в состав Ленинского, а, с образованием в 1935 году Маяк-Салынского района (переименованного 14 декабря 1944 года в Приморский) — в состав нового района. По данным всесоюзная перепись населения 1939 года в селе проживало 65 человек. На километровой карте Генштаба Красной армии 1941 года в селе обозначено 9 дворов и ферма Бештарым. Исключен из учётных данных в 1948 году.

### Динамика численности населения
| - 1864 год — 31 чел. - 1889 год — 155 чел. - 1892 год — 173 чел. - 1902 год — 57 чел. | - 1915 год — 28/41 чел. - 1926 год — 59 чел. - 1939 год — 65 чел. |

### Известные уроженцы
- Басыр Гафаров (1907—1991) — советский филолог и педагог[29]